# Municipio de Round Lake (Dakota del Norte)
El municipio de Round Lake (en inglés: Round Lake Township) es un municipio ubicado en el condado de McHenry en el estado estadounidense de Dakota del Norte. En el año 2010 tenía una población de 39 habitantes y una densidad poblacional de 0,42 personas por km².

## Geografía
El municipio de Round Lake se encuentra ubicado en las coordenadas 48°4′16″N 100°18′42″O / 48.07111, -100.31167. Según la Oficina del Censo de los Estados Unidos, el municipio tiene una superficie total de 93.41 km², de la cual 84,26 km² corresponden a tierra firme y (9,8 %) 9,15 km² es agua.

## Demografía
Según el censo de 2010, había 39 personas residiendo en el municipio de Round Lake. La densidad de población era de 0,42 hab./km². De los 39 habitantes, el municipio de Round Lake estaba compuesto por el 92,31 % blancos y el 7,69 % eran de una mezcla de razas. Del total de la población el 0 % eran hispanos o latinos de cualquier raza.